# Meroe Park
Meroe Park (Eugene, 1 de diciembre de 1966) es una exoficial de inteligencia estadounidense que se desempeñó como directora ejecutiva de la Agencia Central de Inteligencia (CIA) de 2013 a 2017. Antes de la confirmación de Mike Pompeo, se desempeñó brevemente como directora interina de la Agencia Central de Inteligencia en 2017. Es la directora de operaciones del Instituto Smithsoniano.

## Primeros años
Park nació y se crio en Eugene, Oregón, hija del profesor Kwangjai Park, nacido en Corea. Se graduó de la Universidad de Georgetown.

## Carrera
Park trabajó en la CIA durante 27 años, durante los cuales se desempeñó como jefa de Recursos Humanos, directora de Recursos Corporativos para Análisis, jefa de Nómina y como oficial superior de apoyo a misiones para ubicaciones en Eurasia y Europa Occidental. Durante su carrera, recibió dos premios de rango presidencial. Después de servir como directora ejecutiva y brevemente como directora interina, se retiró de la comunidad de inteligencia en junio de 2017.
Después de dejar la CIA, Park se convirtió en directora no ejecutiva del Bank of Butterfield en octubre de 2017. Bank of Butterfield es una empresa de gestión de patrimonio y banca con sede en Bermudas, las Islas Caimán, Guernsey y el Reino Unido. También se convirtió en vicepresidenta ejecutiva de la asociación sin fines de lucro Partnership for Public Service, donde supervisa los diferentes programas de esa organización y su trabajo con agencias federales.
En febrero de 2018, fue nombrada Ejecutiva Residente Distinguida en la Universidad de Georgetown. En diciembre de 2019, Park fue nombrada subsecretaria y directora de operaciones del Instituto Smithsoniano. Es responsable de supervisar a 6 000 empleados en 19 museos, nueve centros de investigación y el Zoológico Nacional.